# ニェモ県
ニェモ県（ニェモけん）は中華人民共和国チベット自治区ラサ市の県の一つ。県政府所在地は塔栄鎮。

## 歴史沿革
ニェモはチベット語で「麦穂」の意。元代には「聶摩」、明代には「聶母」と音写され、「尼莫」、清代の文献には「尼穆」、「尼木」、「尼冒」の形で表れる。
中華人民共和国の統治以前、この地域は尼木宗と麻江宗に分かれていて、1959年に二宗を合わせて尼木県を設けた。

## 行政区画
2鎮、6郷を管轄：
- 鎮：塔栄鎮、呑巴鎮
- 郷：麻江郷、普松郷、卡如郷、ニェモ郷（尼木郷）、続邁郷、帕故郷

## 交通

### 鉄道
- 中国鉄路総公司
  - ラサ・シガツェ鉄道

（シガツェ方面）- 卡如駅 - ニェモ駅 -（ラサ方面）

### 道路

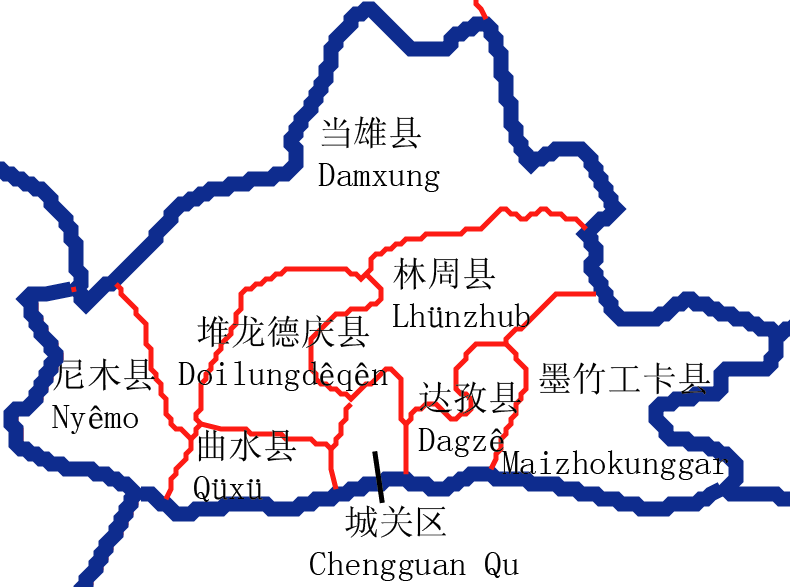
ラサ市の行政区画

- 国道
  - G318国道